# Emma Lautenschlager
Emma Lautenschlager, geb. Rustige (* 24. Juli 1881 in Stuttgart; † 20. März 1966 in Stuttgart) war Mitglied des Stuttgarter Gemeinderats für die Freie Wählervereinigung, Vorsitzende des Schwäbischen Frauenvereins, des Berufsverbands der Hausfrauen und Ehefrau des Stuttgarter Oberbürgermeisters Karl Lautenschlager.

## Leben
Emma Rustige entstammte einer politischen Familie. Der Vater ihrer Mutter Emilia geb. Mayer, war der Demokrat Karl Mayer, der Mitglied des württembergischen Landtags und des Reichstags gewesen war. Emma heiratete 1912 den damaligen Oberbürgermeister von Stuttgart Karl Lautenschlager und hatte mit ihm zwei Töchter. Während des Ersten Weltkriegs wurde sie mit dem Charlottenkreuz für ihre Verwundetenpflege ausgezeichnet.
Sie wurde 1917 in den Vorstand des Schwäbischen Frauenvereins berufen, dessen Leitung sie von 1927 bis 1934 innehatte. Mit der Anpassung der Vereinssatzung an die NS-Ideologie legte sie den Vorsitz nieder. Von 1945 bis 1951 hatte sie den Vorsitz erneut inne. Außerdem war sie Vorsitzende des Berufsverbands der Hausfrauen. In beiden Vereinen war sie Ehrenvorsitzende.
Ab 1946 war sie Mitglied im Stuttgarter Gemeinderat für die Freie Wählervereinigung. 1947 gründete sie zusammen mit Maria von Bredow die Neue Partei, die im Dezember 1947 bei den Stuttgarter Gemeinderatswahlen antrat. 1948 verließ Emma Lautenschlager den Gemeinderat.
1953 erhielt sie das Bundesverdienstkreuz.

## Auszeichnungen und Ehrungen
- Charlottenkreuz (Erster Weltkrieg)
- Bundesverdienstkreuz am Bande (1953)